# Eerste Kamerverkiezingen 2011/Kandidatenlijst/CDA
De kandidatenlijst voor de Eerste Kamerverkiezingen 2011 van het CDA werd op 2 april 2011 door het partijcongres vastgesteld

## Lijst
1. Elco Brinkman
2. Sophie van Bijsterveld
3. Greetje de Vries-Leggedoor
4. René van der Linden
5. Anne Flierman
6. Maria Martens
7. Hans Franken
8. Gerrit Terpstra
9. Wopke Hoekstra
10. Pia Lokin-Sassen
11. Siem Buijs
12. Peter Essers
13. Geart Benedictus
14. Henk Tiesinga
15. Lianne Dekker
16. Huub Doek
17. Geert Jansen
18. Eric Janse de Jonge
19. Hans Klein Breteler
20. Karel Leunissen
21. Marian Passchier
22. Sebastiaan Roes
23. Marianne Luyer
24. Piet Boekhoud
25. Marja van der Tas
26. Marius Buiting
27. Annie Kamp
28. Anne-Marie Vreman-Muijrers
29. Wim van Fessem
30. Frank van den Heuvel